# Hermann Nuber
Hermann Nuber (10. října 1935 – 12. prosince 2022) byl německý fotbalista, který hrál na pozici středního útočníka nebo libera za Kickers Offenbach. Jako hráč jednoho klubu se s klubem dostal do finále německého fotbalového šampionátu v roce 1959.

## Klubová kariéra
Nuber se připojil ke Kickers Offenbach jako mladík v roce 1946. V roce 1953, ve věku 17 let, debutoval v seniorském zápase DFB-Pokal proti Wormatia Worms. Od roku 1955 pravidelně nastupoval v základní sestavě a v roce 1959 pomohl klubu dostat se do finále německého fotbalového šampionátu proti Eintrachtu Frankfurt. Když byla v roce 1963 založena Bundesliga, Kickers Offenbach začínali v Regionallize, tehdejší druhé německé lize. V roce 1968 Kickers Offenbach postoupili do Bundesligy, zatímco Nuber se umístil na druhém místě za Franzem Beckenbauerem v anketě Fotbalista roku. Nuber ukončil hráčskou kariéru v roce 1969 po sestupu Kickers Offenbach z Bundesligy. V roce 1971 se nakrátko vrátil do Bundesligy pod trenérem Rudim Gutendorfem. V letech 1953 až 1971 odehrál 408 ligových zápasů, ve kterých vstřelil 164 gólů.

## Reprezentační kariéra
Nuber hrál za Německo na mládežnické úrovni. Byl součástí 22členného týmu Západního Německa pro Mistrovství světa ve fotbale 1958 a byl jedním ze čtyř hráčů, kteří zůstali v Německu a čekali na povolání.

## Styl hry
Nuber hrál na pozici útočníka a později jako libero. Byl obounohým specialistou na přímé kopy, dobrý na míči a známý svým soutěživým duchem.

## Trenérská kariéra
Nuber byl dvakrát dočasným trenérem Kickers Offenbach, jednou to byla sezóna 1983/84, poslední sezóna klubu v Bundeslize. Strávil 15 let jako amatérský a mládežnický trenér, objevil a vychoval řadu známých fotbalistů.

## Odkaz
Bronzová busta na počest Nubera byla postavena na Bieberer Berg Stadion, domácím stadionu Kickers Offenbach, v den jeho 60. narozenin v roce 1995. V létě 2022 byla na jeho počest pojmenována tribuna stadionu "Hermann-Nuber-Tribüne". Po jeho smrti ho místní noviny Offenbach-Post označily za "nejoblíbenějšího" hráče klubu.

## Smrt
Nuber zemřel 12. prosince 2022 ve svém rodném městě Offenbach am Main ve věku 87 let.

## Úspěchy
Kickers Offenbach
- Německý fotbalový šampionát: poražený finalista 1959

Individuální
- Německý fotbalista roku: druhé místo 1968